# Áll az alku
Az Áll az alku egy magyar vetélkedőműsor, amely 2004 és 2019 között futott a TV2-n.

## Epizódok
| Évad | Formátum                   | Műsorvezető         | Első adás           | Utolsó adás          | Adásszám | Sugárzás     | Legnagyobb táska tartalma | Adó |
| ---- | -------------------------- | ------------------- | ------------------- | -------------------- | -------- | ------------ | ------------------------- | --- |
| 1.   | Miljoenenjacht (Hollandia) | Gundel Takács Gábor | 2004. április 4.    | 2005. december 16.   | 86       | péntekenként | 50 000 000 Ft             |     |
| 2.   | Belső fejlesztésű változat | Gundel Takács Gábor | 2006. január 2.     | 2006. szeptember 29. | 135      | hétköznap    | 50 000 000 Ft             |     |
| 3.   | Belső fejlesztésű változat | Gundel Takács Gábor | 2006. október 2.    | 2006. december 31.   | 58       | hétköznap    | 100 000 000 Ft            |     |
| 4.   | Deal or No Deal (USA)      | Kovács Áron         | 2009. május 4.      | 2010. június 4.      | 100      | hétköznap    | 21 000 000 Ft             |     |
| 5.   | Deal or No Deal (USA)      | Gundel Takács Gábor | 2017. augusztus 28. | 2017. október 6.     | 30       | hétköznap    | 50 000 000 Ft             |     |
| 6.   | Deal or No Deal (USA)      | Gundel Takács Gábor | 2018. február 5.    | 2018. április 27.    | 60       | hétköznap    | 50 000 000 Ft             |     |
| 7.   | Deal or No Deal (USA)      | Gundel Takács Gábor | 2019. július 15.    | 2019. augusztus 23.  | 30       | hétköznap    | 50 000 000 Ft             |     |

## A 2019-es formátum pénzfája
A Joker-nyeremény lényege: a 22 játékos közül a helyesen válaszolók száma dönti el, hányszor 100 000 forintot tartalmaz a táska (pl. 17 helyes válasz esetén 1 700 000 Ft-ot).
A minimális táskatartalom viszont az eddigi legmagasabb a játék hazai történetében: a legelső heti show-ban ez 1 Ft, a következő formátumokban pedig 100 Ft volt, jelenleg 1000 Ft.
A játékban először 5, aztán három ízben 3, majd háromszor 2 táskát kell kinyitni, végül pedig a megmaradtakat. Ezt követi a bónusz játék a 23-as táskával, melynek során ha a játékos pénznyereményt nyert, megduplázhatja, hozzátehet még egy milliót, de megfelezheti vagy meg is tarthatja a nyereményét (hiába táska) – attól függően, melyik betűvel jelölt kis táskát választja. A malac táskával ha az első körben eltalálja a játékos, akkor a nyereményéhez hozzáadódik 500.000 Ft, viszont ha csak a 2. körben találja el akkor 250.000 Ft adódik hozzá a nyereményéhez. Értelemszerűen, ha a játékosnál van a malac táska, akkor csak egy plüssmalacot kap.

## Győzelmi tábla
A táblázat fejlécében zárójelben az egyes körök kezdetén és végén megmaradó táskák száma szerepel (pl. a 22 → 17 azt jelenti, hogy az adott kör kezdetén 22, végén pedig 17 táska volt játékban). Dőlt betűvel a bankigazgatótól kapott ajánlatok szerepelnek.

### Ötödik évad (2017)
| Adás (Adásnap)          | Játékos (és táskája) | 1. kör (22 → 17)                                                          | 2. kör (17 → 14)                             | 3. kör (14 → 11)                              | 4. kör (11 → 8)                                | 5. kör (8 → 6)                | 6. kör (6 → 4)                                 | 7. kör (4 → 2)                      | 8. kör (2 → 1)              | 23. táska | Nyeremény    |
| ----------------------- | -------------------- | ------------------------------------------------------------------------- | -------------------------------------------- | --------------------------------------------- | ---------------------------------------------- | ----------------------------- | ---------------------------------------------- | ----------------------------------- | --------------------------- | --------- | ------------ |
| 380. adás 2017. 08. 28. | Eszter (7)           | 1.000.000 (4) 50.000 (12) 25.000.000 (9) 20.000 (20) 75.000 (2)           | 40.000 (16) 600.000 (6) 30.000 (19)          | 15.000.000 (21) 8.000.000 (18) 4.000.000 (17) | 1.000 (22) 100.000 (10) zongora (3)            | 5.000.000 (1) 800.000 (15)    | 10.000.000 (5) 50.000.000 (11)                 | 1.700.000 (8) 3.000.000 (14)        | szőnyeg (13)                | +1 millió | 1.200.000 Ft |
| 380. adás 2017. 08. 28. | Eszter (7)           | 1.200.000 Ft Nem áll az alku                                              | 2.500.000 Ft Nem áll az alku                 | 2.500.000 Ft Nem áll az alku                  | 2.500.000 Ft Nem áll az alku                   | 3.000.005 Ft Nem áll az alku  | 1.200.000 Ft Nem áll az alku csere Nincs csere | 105.000 Ft Nem áll az alku          | 200.000 Ft Saját táska      | +1 millió | 1.200.000 Ft |
| 381. adás 2017. 08. 29. | Ricsi (18)           | 20.000 (9) 4.000.000 (20) 25.000.000 (3) párizsi út (4) 800.000 (7)       | 30.000 (17) 1.000.000 (10) 600.000 (1)       | 50.000.000 (2) 50.000 (5) 10.000.000 (12)     | 1.300.000 (11) 8.000.000 (19) 100.000 (14)     | 40.000 (21) 200.000 (8)       | 1.000 (6) óra (13)                             | 15.000.000 (15) 5.000.000 (16)      | 3.000.000 (22)              | felező    | 37.500 Ft    |
| 381. adás 2017. 08. 29. | Ricsi (18)           | 600.000 Ft Nem áll az alku                                                | 1.500.000 Ft Nem áll az alku                 | 1.100.000 Ft Nem áll az alku                  | csere Nincs csere 1.100.000 Ft Nem áll az alku | 2.200.000 Ft Nem áll az alku  | 4.400.000 Ft Nem áll az alku                   | 1.500.000 Ft Nem áll az alku        | 75.000 Ft Saját táska       | felező    | 37.500 Ft    |
| 382. adás 2017. 08. 30. | Yvett (20)           | 600.000 (5) 4.000.000 (17) 1.000.000 (1) 20.000 (11) 75.000 (9)           | 50.000 (3) 15.000.000 (2) 1.000 (16)         | 25.000.000 (7) 2.100.000 (18) 3.000.000 (10)  | 100.000 (19) 30.000 (14) lámpa (22)            | 8.000.000 (8) 800.000 (21)    | 40.000 (4) 200.000 (6)                         | 5.000.000 (15) hőlégballonozás (12) | 50.000.000 (13)             | nem nyit  | 4.100.000 Ft |
| 382. adás 2017. 08. 30. | Yvett (20)           | 10-es csőkulcs Nem áll az alku                                            | 2.000.000 Ft Nem áll az alku                 | 1.800.000 Ft Nem áll az alku                  | 4.100.000 Ft Áll az alku                       |                               |                                                |                                     | 10.000.000 Ft Saját táska   | nem nyit  | 4.100.000 Ft |
| 383. adás 2017. 08. 31. | Árpád (3)            | 1.000.000 (13) 15.000.000 (14) 3.000.000 (15) 100.000 (17) 75.000 (18)    | 40.000 (20) 4.000.000 (22) 30.000 (21)       | 200.000 (10) 8.000.000 (8) 600.000 (7)        | 2.100.000 (5) 800.000 (2) segway (1)           | 1.000 (6) 20.000 (13)         | 25.000.000 (19) 10.000.000 (9)                 | 5.000.000 (16) 50.000 (11)          | 50.000.000 (14)             | nem nyit  | 6.100.000 Ft |
| 383. adás 2017. 08. 31. | Árpád (3)            | 625.000 Ft Nem áll az alku                                                | 1.500.000 Ft Nem áll az alku                 | 2.000.000 Ft Nem áll az alku                  | 3.000.000 Ft Nem áll az alku                   | 6.700.000 Ft Nem áll az alku  | 6.100.000 Ft Áll az alku                       |                                     | dugóhúzó Saját táska        | nem nyit  | 6.100.000 Ft |
| 384. adás 2017. 09. 01. | Erika (10)           | 1.500.000 (1) 100.000 (2) 8.000.000 (3) 5.000.000 (5) 20.000 (8)          | 4.000.000 (13) 50.000 (7) 75.000 (4)         | 200.000 (12) 3.000.000 (9) 1.000.000 (17)     | 25.000.000 (6) 50.000.000 (22) 30.000 (14)     | 1.000 (16) 600.000 (15)       | dobszett (20) 15.000.000 (11)                  | 40.000 (19) 10.000.000 (18)         | 800.000 (21)                | nem nyit  | 1.200.000 Ft |
| 384. adás 2017. 09. 01. | Erika (10)           | 650.000 Ft Nem áll az alku                                                | 1.400.000 Ft Nem áll az alku                 | 1.400.000 Ft Nem áll az alku                  | 1.200.000 Ft Nem áll az alku                   | csere Nincs csere             | 1.200.000 Ft Áll az alku                       |                                     | szusi tanfolyam Saját táska | nem nyit  | 1.200.000 Ft |
| 385. adás 2017. 09. 04. | Jolánka (15)         | tandemugrás (1) szusitekerő (2) 75.000 (3) 50.000.000 (4) 2.200.000 (13)  | 10.000.000 (9) 4.000.000 (17) 5.000.000 (10) | 15.000.000 (20) 30.000 (8) 1.000 (16)         | 3.000.000 (19) 200.000 (5) 100.000 (12)        | 8.000.000 (14) 800.000 (22)   | 25.000.000 (7) 40.000 (18)                     | 20.000 (11) 1.000.000 (21)          | 50.000 (6)                  | +1 millió | 1.600.000 Ft |
| 385. adás 2017. 09. 04. | Jolánka (15)         | 400.000 Ft Nem áll az alku                                                | 390.000 Ft Nem áll az alku                   | 1.200.000 Ft Nem áll az alku                  | 1.700.000 Ft Nem áll az alku                   | 1.600.000 Ft Nem áll az alku  | 450.000 Ft Nem áll az alku                     | 325.000 Ft Nem áll az alku          | 600.000 Ft Saját táska      | +1 millió | 1.600.000 Ft |
| 386. adás 2017. 09. 05. | Kisfőnök (19)        | 20.000 (2) 75.000 (14) 8.000.000 (12) 4.000.000 (20) 30.000 (3)           | 40.000 (4) 3.000.000 (18) 600.000 (8)        | 100.000 (15) 1.000.000 (9) 1.000 (1)          | 2.100.000 (22) mini akvárium (21) 50.000 (11)  | 15.000.000 (5) 10.000.000 (7) | 50.000.000 (17) 25.000.000 (10)                | 200.000 (16) 800.000 (6)            | római vakáció (13)          | nem nyit  | 4.800.000 Ft |
| 386. adás 2017. 09. 05. | Kisfőnök (19)        | 700.000 Ft Nem áll az alku                                                | 1.400.000 Ft Nem áll az alku                 | 2.300.000 Ft Nem áll az alku                  | 4.000.000 Ft Nem áll az alku                   | 4.800.000 Ft Áll az alku      |                                                |                                     | 5.000.000 Ft Saját táska    | nem nyit  | 4.800.000 Ft |
| 387. adás 2017. 09. 06. | Ádám (4)             | 5.000.000 (5) 25.000.000 (2) 1.800.000 (12) 8.000.000 (3) 10.000.000 (11) | 20.000 (15) 50.000.000 (14) 40.000 (20)      | 15.000.000 (7) 200.000 (16) 100.000 (1)       | 800.000 (13) 4.000.000 (9) 1.000.000 (19)      | 1.000 (17) 15 kg sólet (21)   | 3.000.000 (22) 50.000 (10)                     | 600.000 (6) kerékpár (8)            | 75.000 (18)                 | semmi     | nem nyert    |
| 387. adás 2017. 09. 06. | Ádám (4)             | 300.000 Ft Nem áll az alku                                                | 250.000 Ft Nem áll az alku                   | csere Nincs csere                             | csere Nincs csere 250.000 Ft Nem áll az alku   | 380.000 Ft Nem áll az alku    | 250.000 Ft Nem áll az alku                     | 53.000 Ft Nem áll az alku           | 30.000 Ft Saját táska       | semmi     | nem nyert    |
| 388. adás 2017. 09. 07. | Péter (11)           | 10.000.000 (1) 40.000 (2) 50.000.000 (10) 4.000.000 (16) 50.000 (9)       | 25.000.000 (20) 15.000.000 (13) 1.000 (14)   | 2.200.000 (12) 3.000.000 (17) 800.000 (22)    | 200.000 (11) szörfdeszka (5) 75.000 (15)       | 30.000 (4) 100.000 (21)       | 5.000.000 (8) 8.000.000 (7)                    | slag (19) 1.000.000 (18)            | 600.000 (3)                 | nem nyit  | 1.200.000 Ft |
| 388. adás 2017. 09. 07. | Péter (11)           | 200.000 Ft Nem áll az alku                                                | csere Nincs csere                            | csere 6-os táskára                            | 900.000 Ft Nem áll az alku                     | 1.200.000 Ft Áll az alku      |                                                |                                     | 20.000 Ft Saját táska       | nem nyit  | 1.200.000 Ft |

### Hatodik évad (2018)
| Adás (Adásnap)         | Játékos (és táskája) | 1. kör (22 → 17)                                                               | 2. kör (17 → 14)                                  | 3. kör (14 → 11)                            | 4. kör (11 → 8)                                          | 5. kör (8 → 6)                        | 6. kör (6 → 4)                           | 7. kör (4 → 2)                        | 8. kör (2 → 1)               | 23. táska | Nyeremény    |
| ---------------------- | -------------------- | ------------------------------------------------------------------------------ | ------------------------------------------------- | ------------------------------------------- | -------------------------------------------------------- | ------------------------------------- | ---------------------------------------- | ------------------------------------- | ---------------------------- | --------- | ------------ |
| 1. adás 2018. 02. 05.  | Nóra (15)            | bokszzsák (2) 2.000.000 (1) malac 🐷 (9) 1.000 (10) 10.000.000 (13)            | 25.000.000 (16) 75.000 (18) 100.000 (21)          | 800.000 (3) 1.000.000 (7) 40.000 (8)        | 50.000.000 (11) 600.000 (12) túra szánnal (4)            | 20.000 (14) 5.000.000 (22)            | 3.000.000 (17) 8.000.000 (19)            | 4.000.000 (20) 15.000.000 (6)         | 30.000 (5)                   | nem nyit  | 3.000.000 Ft |
| 1. adás 2018. 02. 05.  | Nóra (15)            | 900.000 Ft Nem áll az alku                                                     | 750.000 Ft Nem áll az alku                        | 1.200.000 Ft Nem áll az alku                | 1.250.000 Ft Nem áll az alku                             | 2.500.000 Ft Nem áll az alku          | 3.000.000 Ft Áll az alku                 |                                       | 50.000 Ft Saját táska        | nem nyit  | 3.000.000 Ft |
| 2. adás 2018. 02. 06.  | Norbi (19)           | 1.000 (1) 4.000.000 (11) 800.000 (7) 10.000.000 (3) 1.700.000 (4)              | buborékfújó (10) malac 🐷 (13) 50.000 (16)        | 20.000 (6) 30.000 (20) 15.000.000 (22)      | 1.000.000 (18) 8.000.000 (14) 100.000 (21)               | 5.000.000 (2) 50.000.000 (17)         | mosó- és szárítógép (15) 75.000 (9)      | 600.000 (12) 25.000.000 (5)           | 3.000.000 (8)                | nem nyit  | 2.800.000 Ft |
| 2. adás 2018. 02. 06.  | Norbi (19)           | 400.000 Ft Nem áll az alku                                                     | 900.000 Ft Nem áll az alku                        | 900.000 Ft Nem áll az alku                  | 1.700.000 Ft Nem áll az alku                             | 1.200.000 Ft Nem áll az alku          | 2.800.000 Ft Áll az alku                 |                                       | 40.000 Ft Saját táska        | nem nyit  | 2.800.000 Ft |
| 3. adás 2018. 02. 07.  | Fanni (12)           | 8.000.000 (2) 5.000.000 (17) malac 🐷 (1) 10.000.000 (10) 1.500.000 (2)        | 4.000.000 (7) csocsóasztal (21) 25.000.000 (16)   | 800.000 (6) 50.000 (11) 75.000 (15)         | 20.000 (20) 50.000.000 (4) 1.000 (13)                    | 30.000 (3) 100.000 (19)               | 1.000.000 (22) 15.000.000 (9)            | 600.000 (14) 40.000 (18)              | italcsap (8)                 | nem nyit  | 1.400.000 Ft |
| 3. adás 2018. 02. 07.  | Fanni (12)           | befizetés Nem áll az alku                                                      | 1.000 Ft Nem áll az alku                          | 500.000 Ft Nem áll az alku                  | csere nincs csere 800.000 Ft Nem áll az alku             | 1.200.000 Ft Nem áll az alku          | 700.000 Ft Nem áll az alku               | 1.400.000 Ft Áll az alku              | 3.000.000 Ft Saját táska     | nem nyit  | 1.400.000 Ft |
| 4. adás 2018. 02. 08.  | Carlos (11)          | 20.000 (12) 3.000.000 (16) 50.000.000 (1) 40.000 (22) 100.000 (10)             | lámpa (4) 30.000 (14) 15.000.000 (15)             | 75.000 (6) 5.000.000 (18) síléc (8)         | 4.000.000 (9) 2.200.000 (21) 800.000 (5)                 | 50.000 (20) 10.000.000 (19)           | 8.000.000 (17) 25.000.000 (2)            | 1.000.000 (7) malac 🐷 (13)           | 1.000 (3)                    | +1 millió | 1.400.000 Ft |
| 4. adás 2018. 02. 08.  | Carlos (11)          | 100.000 Ft Nem áll az alku                                                     | 900.000 Ft Nem áll az alku                        | 1.100.000 Ft Nem áll az alku                | 1.800.000 Ft Nem áll az alku                             | 1.300.000 Ft Nem áll az alku          | 400.000 Ft Áll az alku                   |                                       | 600.000 Ft Saját táska       | +1 millió | 1.400.000 Ft |
| 5. adás 2018. 02. 09.  | Viktória (13)        | 100.000 (10) 10.000.000 (6) 8.000.000 (5) malac 🐷 (2) jelmez (15)             | 20.000 (4) 15.000.000 (18) 50.000.000 (7)         | 5.000.000 (14) 4.000.000 (12) 600.000 (19)  | 1.000.000 (11) 50.000 (17) 800.000 (16)                  | családfakészítés (1) 25.000.000 (22)  | 75.000 (13) 1.000 (9)                    | 40.000 (21) 30.000 (20)               | 1.200.000 (8)                | nem nyit  | 3.000.000 Ft |
| 5. adás 2018. 02. 09.  | Viktória (13)        | 550.000 Ft Nem áll az alku                                                     | 400.000 Ft Nem áll az alku                        | csere 9-es táskára                          | 800.000 Ft Nem áll az alku                               | csere 3-as táskára                    | 1.000.000 Ft Nem áll az alku             | 2.000.000 Ft Nem áll az alku          | 3.000.000 Ft Saját táska (3) | nem nyit  | 3.000.000 Ft |
| 6. adás 2018. 02. 12.  | Aranyom (8)          | 40.000 (4) 5.000.000 (14) 75.000 (20) 50.000.000 (1) 1.000.000 (3)             | főzőtanfolyam (11) 30.000 (21) 800.000 (2)        | 50.000 (13) malac 🐷 (5) 1.000 (9)          | 8.000.000 (7) 3.000.000 (6) 4.000.000 (12)               | 25.000.000 (16) 20 pár kesztyű (17)   | 10.000.000 (22) 15.000.000 (10)          | 100.000 (19) 20.000 (18)              | 600.000 (15)                 | nem nyit  | 650.000 Ft   |
| 6. adás 2018. 02. 12.  | Aranyom (8)          | 400.000 Ft Nem áll az alku                                                     | 700.000 Ft Nem áll az alku                        | 1.500.000 Ft Nem áll az alku                | 1.200.000 Ft Nem áll az alku                             | 1.200.000 Ft Nem áll az alku          | csere nincs csere 650.000 Ft Áll az alku |                                       | 2.200.000 Ft Saját táska     | nem nyit  | 650.000 Ft   |
| 7. adás 2018. 02. 13.  | Palesz (1)           | 1.000 (2) 30.000 (22) 50.000.000 (4) 100.000 (6) 10.000.000 (18)               | 5.000.000 (11) 600.000 (12) 40.000 (19)           | 2.100.000 (5) 3.000.000 (17) 1.000.000 (7)  | takarítórobot (16) 800.000 (3) 15.000.000 (8)            | 25.000.000 (15) malac 🐷 (14)         | 75.000 (13) 20.000 (10)                  | 8.000.000 (20) pókfogó (9)            | 50.000 (21)                  | nem nyit  | 4.000.000 Ft |
| 7. adás 2018. 02. 13.  | Palesz (1)           | Giants mez Nem áll az alku                                                     | 700.000 Ft Nem áll az alku                        | 700.000 Ft Nem áll az alku                  | 1.000.000 Ft Nem áll az alku                             | 800.000 Ft Nem áll az alku            | 2.400.000 Ft Nem áll az alku             | 2.000.000 Ft Nem áll az alku          | 4.000.000 Ft Saját táska     | nem nyit  | 4.000.000 Ft |
| 8. adás 2018. 02. 14.  | Saraa (2)            | 10.000.000 (7) 3.000.000 (15) 1.000 (14) 75.000 (8) 100.000 (17)               | 20.000 (6) 30.000 (18) 1.000.000 (5)              | 15.000.000 (13) 40.000 (20) 8.000.000 (3)   | városnézés Londonban (1) malac 🐷 (21) 5.000.000 (16)    | 4.000.000 (12) 50.000 (22)            | 600.000 (11) 2.100.000 (4)               | mini kandalló (10) 25.000.000 (9)     | 50.000.000 (21)              | nem nyit  | 8.000.000 Ft |
| 8. adás 2018. 02. 14.  | Saraa (2)            | 700.000 Ft Nem áll az alku                                                     | 900.000 Ft Nem áll az alku                        | 850.000 Ft Nem áll az alku                  | 2.300.000 Ft Nem áll az alku                             | 3.300.000 Ft Nem áll az alku          | 4.300.000 Ft Nem áll az alku             | 8.000.000 Ft Nem áll az alku          | 800.000 Ft Saját táska       | nem nyit  | 8.000.000 Ft |
| 9. adás 2018. 02. 15.  | Tomi (21)            | 5.000.000 (1) 10.000.000 (2) 800.000 (3) malac 🐷 (7) 25.000.000 (9)           | 1.000 (10) 50.000.000 (12) 20.000 (13)            | 75.000 (15) 600.000 (17) 50 kg banán (19)   | 50.000 (22) 40.000 (4) 1.200.000 (6)                     | 15.000.000 (16) 30.000 (18)           | 8.000.000 (14) 3.000.000 (20)            | házimozi (11) 100.000 (8)             | 1.000.000 (5)                | nem nyit  | 4.000.000 Ft |
| 9. adás 2018. 02. 15.  | Tomi (21)            | 500 kg banán Nem áll az alku                                                   | 200 kg banán Nem áll az alku                      | 600.000 Ft Nem áll az alku                  | 1.200.000 Ft Nem áll az alku                             | 1.150.000 Ft Nem áll az alku          | 900.000 Ft Nem áll az alku               | 2.000.000 Ft Nem áll az alku          | 4.000.000 Ft Saját táska     | nem nyit  | 4.000.000 Ft |
| 10. adás 2018. 02. 16. | Adrienn (5)          | 10.000.000 (11) párna (6) 8.000.000 (4) 40.000 (21) 600.000 (12)               | 800.000 (14) 50.000.000 (10) 1.000.000 (9)        | 2.200.000 (1) 5.000.000 (20) 15.000.000 (3) | 50.000 (22) 75.000 (17) 3.000.000 (19)                   | 30.000 (13) 100.000 (15)              | 1.000 (2) 4.000.000 (18)                 | 20.000 (8) 25.000.000 (16)            | exkluzív borvacsora (7)      | dupla     | 500.000 Ft   |
| 10. adás 2018. 02. 16. | Adrienn (5)          | 600.000 Ft Nem áll az alku                                                     | 600.000 Ft Nem áll az alku                        | 400.000 Ft Nem áll az alku                  | 600.000 Ft Nem áll az alku                               | 800.000 Ft Nem áll az alku            | 950.000 Ft Nem áll az alku               | 250.000 Ft Áll az alku                | malac 🐷 Saját táska         | dupla     | 500.000 Ft   |
| 11. adás 2018. 02. 19. | Dave (15)            | 50.000.000 (20) 25.000.000 (13) 5.000.000 (6) 50.000 (10) 4.000.000 (1)        | élményvezetés (3) 1.000.000 (14) 800.000 (4)      | 3.000.000 (16) 20.000 (2) 8.000.000 (8)     | 10.000.000 (5) 75.000 (7) 2.200.000 (9)                  | 600.000 (11) 40.000 (22)              | malac 🐷 (19) 100.000 (18)               | 30.000 (21) túlélőkártya (12)         | 15.000.000 (17)              | nem nyit  | 2.600.000 Ft |
| 11. adás 2018. 02. 19. | Dave (15)            | menjen haza! Nem áll az alku                                                   | 300.000 Ft Nem áll az alku                        | 300.000 Ft Nem áll az alku                  | 400.000 Ft Nem áll az alku                               | 800.000 Ft Nem áll az alku            | 1.000.000 Ft Nem áll az alku             | 2.600.000 Ft Áll az alku              | 1.000 Ft Saját táska         | nem nyit  | 2.600.000 Ft |
| 12. adás 2018. 02. 20. | Puller (21)          | 50.000.000 (18) 15.000.000 (15) 50.000 (14) 2.000.000 (9) 100.000 (22)         | 4.000.000 (8) 8.000.000 (16) elektromos gitár (5) | 800.000 (3) 1.000 (11) 5.000.000 (7)        | 1.000.000 (13) 30.000 (20) 3.000.000 (2)                 | 600.000 (12) 10.000.000 (10)          | 20.000 (19) óra (17)                     | malac 🐷 (1) 25.000.000 (6)           | 40.000 (4)                   | nem nyit  | 2.200.000 Ft |
| 12. adás 2018. 02. 20. | Puller (21)          | 300.000 Ft Nem áll az alku                                                     | 500.000 Ft Nem áll az alku                        | 700.000 Ft Nem áll az alku                  | 800.000 Ft Nem áll az alku                               | 800.000 Ft Nem áll az alku            | 2.200.000 Ft Áll az alku                 |                                       | 75.000 Ft Saját táska        | nem nyit  | 2.200.000 Ft |
| 13. adás 2018. 02. 21. | Adri (22)            | 800.000 (4) 30.000 (15) 8.000.000 (11) 2.200.000 (12) 600.000 (8)              | 1.000 (6) malac 🐷 (14) 40.000 (10)               | 25.000.000 (17) 3.000.000 (3) 75.000 (19)   | 1.000.000 (2) helikopteres városnézés (7) 15.000.000 (1) | 50.000.000 (20) 50.000 (21)           | 4.000.000 (18) mamusz (9)                | 5.000.000 (13) 100.000 (5)            | 20.000 (16)                  | nem nyit  | 2.800.000 Ft |
| 13. adás 2018. 02. 21. | Adri (22)            | 700.000 Ft Nem áll az alku                                                     | 1.200.000 Ft Nem áll az alku                      | 1.100.000 Ft Nem áll az alku                | 1.600.000 Ft Nem áll az alku                             | 1.200.000 Ft Nem áll az alku          | 2.700.000 Ft Nem áll az alku             | 2.800.000 Ft Áll az alku              | 10.000.000 Ft Saját táska    | nem nyit  | 2.800.000 Ft |
| 14. adás 2018. 02. 22. | Bola (19)            | 15.000.000 (3) malac 🐷 (9) 50.000.000 (7) 1.000 (16) 100.000 (6)              | 4.000.000 (4) 1.000.000 (12) 50.000 (1)           | 75.000 (18) síléc (14) 800.000 (8)          | 600.000 (13) 5.000.000 (17) 1.800.000 (15)               | 30.000 (20) 8.000.000 (2)             | 10.000.000 (19) ugráló labda (5)         | 40.000 (22) 25.000.000 (21)           | 3.000.000 (11)               | nem nyit  | 2.200.000 Ft |
| 14. adás 2018. 02. 22. | Bola (19)            | 500.000 Ft Nem áll az alku                                                     | 700.000 Ft Nem áll az alku                        | 1.400.000 Ft Nem áll az alku                | 1.400.000 Ft Nem áll az alku                             | csere 10-es táskára                   | 2.200.000 Ft Áll az alku                 |                                       | 20.000 Ft Saját táska        | nem nyit  | 2.200.000 Ft |
| 15. adás 2018. 02. 23. | Dávid (14)           | 4.000.000 (13) 2.200.000 (5) zen kert (2) 1.000 (10) eszpresszó- kávéfőző (18) | 5.000.000 (15) 8.000.000 (16) malac 🐷 (12)       | 15.000.000 (4) 50.000 (20) 50.000.000 (11)  | 30.000 (22) 20.000 (17) 10.000.000 (8)                   | 1.000.000 (21) 40.000 (6)             | 100.000 (19) 3.000.000 (1)               | 600.000 (7) 800.000 (3)               | 25.000.000 (9)               | nem nyit  | 2.200.000 Ft |
| 15. adás 2018. 02. 23. | Dávid (14)           | 1000 sorsjegy Nem áll az alku                                                  | 700.000 Ft Nem áll az alku                        | 700.000 Ft Nem áll az alku                  | 700.000 Ft Nem áll az alku                               | 1.100.000 Nem áll az alku             | 2.200.000 Ft Áll az alku                 |                                       | ? Saját táska                | nem nyit  | 2.200.000 Ft |
| 16. adás 2018. 02. 26. | Fecó (5)             | 40.000 (4) 30.000 (3) 1.000 (1) 20.000 (2) 3.000.000 (12)                      | 8.000.000 (6) 25.000.000 (20) 75.000 (17)         | 50.000.000 (8) 600.000 (22) 5.000.000 (16)  | 50.000 (21) malac 🐷 (7) 100.000 (18)                    | 1.000.000 (11) egy zsák szotyola (13) | 15.000.000 (19) 4.000.000 (15)           | 800.000 (10) túra motoros szánnal (9) | 10.000.000 (14)              | nem nyit  | 2.200.000 Ft |
| 16. adás 2018. 02. 26. | Fecó (5)             | 1.500.000 Ft Nem áll az alku                                                   | 1.100.000 Ft Nem áll az alku                      | 900.000 Ft Nem áll az alku                  | 1.500.000 Ft Nem áll az alku                             | 1.800.000 Ft Nem áll az alku          | 1.800.000 Ft' Nem áll az alku            | 3.500.000 Ft' Nem áll az alku         | 2.200.000 Ft Saját táska     | nem nyit  | 2.200.000 Ft |
| 17. adás 2018. 02. 27. | Léna (14)            | 8.000.000 (1) 75.000 (6) 4.000.000 (4) úszás delfinekkel (12) 10.000.000 (16)  | bögre (2) 1.800.000 (15) 20.000 (9)               | 50.000.000 (11) 3.000.000 (17) 50.000 (18)  | 1.000 (13) 800.000 (19) 30.000 (20)                      | 25.000.000 (22) 600.000 (7)           | 1.000.000 (10) 15.000.000 (8)            | 40.000 (21) malac 🐷 (3)              | 5.000.000 (5)                | nem nyit  | 1.800.000 Ft |
| 17. adás 2018. 02. 27. | Léna (14)            | 700.000 Ft Nem áll az alku                                                     | 20.000 Ft Nem áll az alku                         | 700.000 Ft Nem áll az alku                  | 1.500.000 Ft Nem áll az alku                             | 1.200.000 Ft Nem áll az alku          | 900.000 Ft Nem áll az alku               | 1.800.000 Ft Áll az alku              | 100.000 Ft' Saját táska      | nem nyit  | 1.800.000 Ft |
| 18. adás 2018. 02. 28. | Balázs (14)          | 1.000.000 (12) pólógraffiti (21) 100.000 (18) 20.000 (20) 50.000 (10)          | 50.000.000 (6) 25.000.000 (10) malac 🐷 (15)      | 5.000.000 (9) 800.000 (1) robogó (3)        | 2.200.000 (7) 15.000.000 (17) 10.000.000 (2)             | 3.000.000 (13) 40.000 (19)            | 30.000 (5) 4.000.000 (4)                 | 600.000 (11) 75.000 (22)              | 1.000 (16)                   | nem nyit  | 3.100.000 Ft |
| 18. adás 2018. 02. 28. | Balázs (14)          | 1.500.000 Ft Nem áll az alku                                                   | 750.000 Ft Nem áll az alku                        | 1.100.000 Ft Nem áll az alku                | 750.000 Ft Nem áll az alku                               | 1.100.000 Ft Nem áll az alku          | 1.100.000 Ft Nem áll az alku             | 3.100.000 Ft Áll az alku              | 8.000.000 Ft Saját táska     | nem nyit  | 3.100.000 Ft |